# Florence, Texas
Florence är en ort i Williamson County i Texas. Vid 2010 års folkräkning hade Florence 1 136 invånare.